# Том Нейссен
Том Нейссен (нід. Tom Nijssen; нар. 1 жовтня 1964) — колишній нідерландський тенісист.
Найвищу одиночну позицію світового рейтингу — 87 місце досяг 17 квітня 1989, парну — 10 місце — 11 травня 1992 року.
Здобув 11 парних титулів.
Перемагав на турнірах Великого шолома в змішаному парному розряді.
Завершив кар'єру 1995 року.

## Фінали за кар'єру

### Парний розряд (11–14)
| Результат | Ранг | Дата | Турнір                                | Покриття   | Партнер           | Суперники                        | Рахунок       |
| --------- | ---- | ---- | ------------------------------------- | ---------- | ----------------- | -------------------------------- | ------------- |
| Поразка   | 1.   | 1986 | Гілверсум, Нідерланди                 | Ґрунт      | Йохан Векеманс    | Мілослав Мечирж Томаш Шмід       | 4–6, 2–6      |
| Поразка   | 2.   | 1987 | Афіни, Греція                         | Ґрунт      | Ярослав Навратіл  | Торе Мейнеке Ріккі Остертун      | 2–6, 6–3, 2–6 |
| Поразка   | 3.   | 1987 | Гілверсум, Нідерланди                 | Ґрунт      | Йохан Векеманс    | Войцех Фібак Мілослав Мечирж     | 6–7, 7–5, 2–6 |
| Перемога  | 1.   | 1987 | Токіо Indoor, Японія                  | Килим (i)  | Бродерік Дайк     | Семмі Джаммалва, мол. Джим Грабб | 6–3, 6–2      |
| Перемога  | 2.   | 1988 | Мец, Франція                          | Килим (i)  | Ярослав Навратіл  | Рілл Бакстер Ндука Одізор        | 6–2, 6–7, 7–6 |
| Перемога  | 3.   | 1988 | Тулуза, Франція                       | Тверде (i) | Ріккі Остертун    | Мансур Бахрамі Гі Форже          | 6–3, 6–4      |
| Поразка   | 4.   | 1988 | Франкфурт-на-Майні, Західна Німеччина | Килим (i)  | Джеремі Бейтс     | Рюдіґер Гас Горан Іванишевич     | 6–1, 5–7, 3–6 |
| Перемога  | 4.   | 1988 | Брюссель, Бельгія                     | Килим (i)  | Веллі Месур       | Джон Фіцджеральд Томаш Шмід      | 7–5, 7–6      |
| Поразка   | 5.   | 1990 | Мілан, Італія                         | Килим (i)  | Удо Ріглевскі     | Омар Кампорезе Дієго Наргісо     | 4–6, 4–6      |
| Поразка   | 6.   | 1990 | Штуттґард, Західна Німеччина          | Килим (i)  | Мікаель Мортенсен | Якоб Гласек Гі Форже             | 3–6, 2–6      |
| Поразка   | 7.   | 1991 | Мілан, Італія                         | Килим (i)  | Цирил Сук         | Омар Кампорезе Горан Іванишевич  | 4–6, 6–7      |
| Поразка   | 8.   | 1991 | Estoril Open, Португалія              | Ґрунт      | Цирил Сук         | Паул Гаргейс Марк Куверманс      | 3–6, 3–6      |
| Перемога  | 5.   | 1991 | Тулуза, Франція                       | Тверде (i) | Цирил Сук         | Джеремі Бейтс Кевін Каррен       | 4–6, 6–3, 7–6 |
| Перемога  | 6.   | 1991 | Ліон, Франція                         | Килим (i)  | Цирил Сук         | Стів Девріє Девід Макферсон      | 7–6, 6–3      |
| Поразка   | 9.   | 1991 | Стокгольм, Швеція                     | Килим (i)  | Цирил Сук         | Джон Фітцджералд Андерс Яррід    | 5–7, 2–6      |
| Перемога  | 7.   | 1992 | Stuttgart Indoor, Німеччина           | Килим (i)  | Цирил Сук         | Джон Фітцджералд Андерс Яррід    | 6–3, 6–7, 6–3 |
| Перемога  | 8.   | 1992 | Базель, Швейцарія                     | Тверде (i) | Цирил Сук         | Карел Новачек Давід Рікл         | 6–3, 6–4      |
| Поразка   | 10.  | 1992 | Больцано, Італія                      | Килим (i)  | Цирил Сук         | Андерс Яррід Бент-Уве Педерсен   | 1–6, 7–6, 3–6 |
| Поразка   | 11.  | 1993 | Мілан, Італія                         | Килим (i)  | Цирил Сук         | Марк Кратцманн Веллі Месур       | 6–4, 3–6, 4–6 |
| Перемога  | 9.   | 1993 | Stuttgart Outdoor, Німеччина          | Ґрунт      | Цирил Сук         | Гері Мюллер Піт Норвал           | 7–6, 6–3      |
| Поразка   | 12.  | 1993 | Париж, Франція                        | Килим (i)  | Цирил Сук         | Байрон Блек Джонатан Старк       | 6–4, 5–7, 2–6 |
| Перемога  | 10.  | 1994 | Оаху, США                             | Тверде     | Цирил Сук         | Алекс О'Браєн Джонатан Старк     | 6–4, 6–4      |
| Перемога  | 11.  | 1994 | Мілан, Італія                         | Килим (i)  | Цирил Сук         | Гендрік Ян Давідс Піт Норвал     | 4–6, 7–6, 7–6 |
| Поразка   | 13.  | 1996 | Estoril Open, Португалія              | Ґрунт      | Грег Ван Ембург   | Томас Карбонелл Франсіско Ройг   | 3–6, 2–6      |
| Поразка   | 14.  | 1998 | Окленд, Нова Зеландія                 | Тверде     | Джефф Таранго     | Патрік Гелбрайт Бретт Стівен     | 4–6, 2–6      |

## Досягнення в парному розряді
| W | Ф | ПФ | ЧФ | #Р | КТ | К# | DNQ | A | NH |

| Турнір                                 | 1984                                                       | 1985                                                       | 1986                                                       | 1987                                                       | 1988                                                       | 1989                                                       | 1990  | 1991  | 1992  | 1993  | 1994  | 1995  | 1996  | 1997  | 1998  | Career SR | Виграшів-поразок за кар'єру |
| -------------------------------------- | ---------------------------------------------------------- | ---------------------------------------------------------- | ---------------------------------------------------------- | ---------------------------------------------------------- | ---------------------------------------------------------- | ---------------------------------------------------------- | ----- | ----- | ----- | ----- | ----- | ----- | ----- | ----- | ----- | --------- | --------------------------- |
| Турніри Великого шолома                |                                                            |                                                            |                                                            |                                                            |                                                            |                                                            |       |       |       |       |       |       |       |       |       |           |                             |
| Відкритий чемпіонат Австралії з тенісу |                                                            |                                                            |                                                            |                                                            | 2р                                                         | 3р                                                         | 1р    | 1р    | ЧФ    | 2р    | ЧФ    | 1р    | 1р    | 3р    | 1р    | 0 / 11    | 12–11                       |
| Відкритий чемпіонат Франції з тенісу   |                                                            |                                                            | 2р                                                         | 1р                                                         | 2р                                                         | 3р                                                         | 1р    | ЧФ    | 2р    | 2р    | 3р    | 1р    | 1р    | 2р    |       | 0 / 12    | 13–12                       |
| Вімблдонський турнір                   |                                                            |                                                            |                                                            |                                                            | 3р                                                         | 2р                                                         | 2р    | 3р    | 1р    | 1р    | ЧФ    | 1р    | 3р    | 2р    | 1р    | 0 / 11    | 12–11                       |
| Відкритий чемпіонат США з тенісу       |                                                            |                                                            |                                                            |                                                            |                                                            | 1р                                                         |       | 1р    | 3р    | 3р    | ЧФ    | 2р    | 2р    | 1р    |       | 0 / 8     | 9–8                         |
| Великий Шлем SR                        | 0 / 0                                                      | 0 / 0                                                      | 0 / 1                                                      | 0 / 1                                                      | 0 / 3                                                      | 0 / 4                                                      | 0 / 3 | 0 / 4 | 0 / 4 | 0 / 4 | 0 / 4 | 0 / 4 | 0 / 4 | 0 / 4 | 0 / 2 | 0 / 42    | N/A                         |
| Annual win–loss                        | 0–0                                                        | 0–0                                                        | 1–1                                                        | 0–1                                                        | 4–3                                                        | 5–4                                                        | 2–3   | 5–4   | 6–4   | 4–4   | 11–4  | 1–4   | 3–4   | 4–4   | 0–2   | N/A       | 46–42                       |
| Серія Мастерс ATP                      |                                                            |                                                            |                                                            |                                                            |                                                            |                                                            |       |       |       |       |       |       |       |       |       |           |                             |
| Індіан-Веллс                           | Перед 1990-м роком ці турніри не належали до серії Мастерс | Перед 1990-м роком ці турніри не належали до серії Мастерс | Перед 1990-м роком ці турніри не належали до серії Мастерс | Перед 1990-м роком ці турніри не належали до серії Мастерс | Перед 1990-м роком ці турніри не належали до серії Мастерс | Перед 1990-м роком ці турніри не належали до серії Мастерс |       |       | 1р    |       |       |       | 1р    |       |       | 0 / 2     | 0–2                         |
| Відкритий чемпіонат Маямі з тенісу     | Перед 1990-м роком ці турніри не належали до серії Мастерс | Перед 1990-м роком ці турніри не належали до серії Мастерс | Перед 1990-м роком ці турніри не належали до серії Мастерс | Перед 1990-м роком ці турніри не належали до серії Мастерс | Перед 1990-м роком ці турніри не належали до серії Мастерс | Перед 1990-м роком ці турніри не належали до серії Мастерс | 1р    | 1р    | 3р    | 2р    | 2р    | 2р    | 1р    | 1р    | 2р    | 0 / 9     | 2–9                         |
| Монте-Карло                            | Перед 1990-м роком ці турніри не належали до серії Мастерс | Перед 1990-м роком ці турніри не належали до серії Мастерс | Перед 1990-м роком ці турніри не належали до серії Мастерс | Перед 1990-м роком ці турніри не належали до серії Мастерс | Перед 1990-м роком ці турніри не належали до серії Мастерс | Перед 1990-м роком ці турніри не належали до серії Мастерс |       | 1р    | ПФ    | 1р    | 1р    | ПФ    | 1р    |       |       | 0 / 6     | 5–6                         |
| Рим                                    | Перед 1990-м роком ці турніри не належали до серії Мастерс | Перед 1990-м роком ці турніри не належали до серії Мастерс | Перед 1990-м роком ці турніри не належали до серії Мастерс | Перед 1990-м роком ці турніри не належали до серії Мастерс | Перед 1990-м роком ці турніри не належали до серії Мастерс | Перед 1990-м роком ці турніри не належали до серії Мастерс | 1р    | 1р    | 1р    | 1р    | 1р    | 1р    | 1р    | 1р    |       | 0 / 8     | 0–8                         |
| Гамбург                                | Перед 1990-м роком ці турніри не належали до серії Мастерс | Перед 1990-м роком ці турніри не належали до серії Мастерс | Перед 1990-м роком ці турніри не належали до серії Мастерс | Перед 1990-м роком ці турніри не належали до серії Мастерс | Перед 1990-м роком ці турніри не належали до серії Мастерс | Перед 1990-м роком ці турніри не належали до серії Мастерс | 1р    | ЧФ    | ПФ    | 1р    | ЧФ    | 1р    | 2р    |       |       | 0 / 7     | 5–7                         |
| Мастерс Канада                         | Перед 1990-м роком ці турніри не належали до серії Мастерс | Перед 1990-м роком ці турніри не належали до серії Мастерс | Перед 1990-м роком ці турніри не належали до серії Мастерс | Перед 1990-м роком ці турніри не належали до серії Мастерс | Перед 1990-м роком ці турніри не належали до серії Мастерс | Перед 1990-м роком ці турніри не належали до серії Мастерс |       |       |       |       |       |       |       |       |       | 0 / 0     | 0–0                         |
| Мастерс Цинциннаті                     | Перед 1990-м роком ці турніри не належали до серії Мастерс | Перед 1990-м роком ці турніри не належали до серії Мастерс | Перед 1990-м роком ці турніри не належали до серії Мастерс | Перед 1990-м роком ці турніри не належали до серії Мастерс | Перед 1990-м роком ці турніри не належали до серії Мастерс | Перед 1990-м роком ці турніри не належали до серії Мастерс |       |       |       |       |       |       |       |       |       | 0 / 0     | 0–0                         |
| Штутгарт (Стокгольм)                   | Перед 1990-м роком ці турніри не належали до серії Мастерс | Перед 1990-м роком ці турніри не належали до серії Мастерс | Перед 1990-м роком ці турніри не належали до серії Мастерс | Перед 1990-м роком ці турніри не належали до серії Мастерс | Перед 1990-м роком ці турніри не належали до серії Мастерс | Перед 1990-м роком ці турніри не належали до серії Мастерс | 1р    | Ф     | ЧФ    | ЧФ    | 2р    |       |       |       |       | 0 / 5     | 6–5                         |
| Париж                                  | Перед 1990-м роком ці турніри не належали до серії Мастерс | Перед 1990-м роком ці турніри не належали до серії Мастерс | Перед 1990-м роком ці турніри не належали до серії Мастерс | Перед 1990-м роком ці турніри не належали до серії Мастерс | Перед 1990-м роком ці турніри не належали до серії Мастерс | Перед 1990-м роком ці турніри не належали до серії Мастерс |       | 1р    | ЧФ    | Ф     | 2р    |       |       |       |       | 0 / 4     | 6–4                         |
| Серія Мастерс SR                       | N/A                                                        | N/A                                                        | N/A                                                        | N/A                                                        | N/A                                                        | N/A                                                        | 0 / 4 | 0 / 6 | 0 / 7 | 0 / 6 | 0 / 6 | 0 / 4 | 0 / 5 | 0 / 2 | 0 / 1 | 0 / 41    | N/A                         |
| Annual win–loss                        | N/A                                                        | N/A                                                        | N/A                                                        | N/A                                                        | N/A                                                        | N/A                                                        | 0–4   | 5–6   | 8–7   | 5–6   | 1–6   | 4–4   | 1–5   | 0–2   | 0–1   | N/A       | 24–41                       |
| Рейтинг на кінець року                 | 430                                                        | 82                                                         | 97                                                         | 44                                                         | 34                                                         | 84                                                         | 53    | 23    | 18    | 25    | 28    | 74    | 79    | 96    | 313   | N/A       | N/A                         |